# Julietta (film, 1953)
Pour les articles homonymes, voir Julietta.
Pour plus de détails, voir Fiche technique et Distribution.
Julietta est un film français réalisé par Marc Allégret, sorti en 1953.
Le film suit Julietta, une jeune fille romanesque et rêveuse qui se refuse à accepter le vieux monsieur mondain que sa mère lui a choisi pour mari, décidée à conduire sa vie comme elle l'entend. Par hasard sur son chemin, elle rencontre l’homme rêvé.

## Synopsis
De retour de vacances en compagnie de sa sœur Martine (Nicole Berger), Juliette Valendor (Dany Robin), jeune fille romanesque et rêveuse, accepte difficilement le fiancé quinquagénaire que lui a choisi son autoritaire de mère (Denise Grey) : le très mondain prince Hector d'Alpen (Bernard Lancret). L'occasion lui est donnée de rencontrer, dans le train du retour, l'homme de ses rêves en la personne de l'avocat André Landrecourt (Jean Marais). Mais André ne s'aperçoit pas tout de suite qu'il a en face de lui la femme de sa vie. À cause d'un étui à cigarettes oublié et d'un train raté, il héberge pour une nuit Julietta dans sa maison de Poitiers. Mais le lendemain celle-ci, audacieuse, refuse de partir. La fausse ingénue s’installe dans le grenier de la maison de l’avocat, s’immisce dans sa vie. L’arrivée imprévue de la fiancée d’André, la capricieuse Rosie Farabey (Jeanne Moreau), ex-maîtresse du prince d'Alpen, va provoquer nombre de situations cocasses, car André, se démenant sans relâche dans une infernale course-poursuite à travers la maison, doit à tout prix éviter que les deux femmes ne se rencontrent. Rosie, outrée par l’étonnant et distant accueil d’André, décide de rompre leur relation et repart au bras du prince. Enfin conscient du charme de Julietta, André rejoint son amour au grenier. Les rêves et les chimères de Julietta se matérialisent enfin. Elle a trouvé son mari idéal, son bonheur, son prince charmant.

## Fiche technique
- Titre : Julietta
- Réalisation : Marc Allégret
  - Assistants réalisation : Roger Vadim, Pierre Blondy
- Scénario, adaptation et dialogues : Françoise Giroud d'après le roman éponyme de Louise de Vilmorin
- Musique : Guy Bernard
  - Direction d'orchestre : André Girard
- Décors : Jean d'Eaubonne
- Photographie : Henri Alekan
- Son : Pierre Calvet
- Montage : Suzanne de Troeye
- Scripte : Suzanne Durrenberger
- Production : Pierre Braunberger, Henri Bérard, Claude Ganz
- Sociétés de production : Indus-Films, Panthéon Productions
- Sociétés de distribution : Columbia France, Panthéon Distribution
- Pays The Naked Heart :  France
- Langue originale : français
- Format : noir et blanc — 35 mm — 1,37:1 — son mono
- Genre : comédie dramatique
- Tournage : du 1er juin au 10 juillet 1953
- Durée : 99 minutes
- Date de sortie :
  - France : 9 décembre 1953
- Affiche : Boris Grinsson, René Péron (France)

## Distribution
- Jean Marais : André Landrecourt, avocat
- Dany Robin : Julietta Valendor
- Jeanne Moreau : Rosie Facibey, la petite amie d'André
- Denise Grey : Mme Valendor, la mère
- Bernard Lancret : Le prince Hector d'Alpen
- Nicole Berger : Martine Valendor, la sœur de Juliette
- Georges Chamarat : Arthur, l'intendant
- François Joux : Le commissaire
- Georges Sauval : Le contrôleur
- Louis Saintève : L'homme sortant des toilettes du train
- Alain Terrane
- Renée Barell

## Autour du film
- « L’auteur m’a déjà porté chance une fois. Je crois que de nouveau, elle nous fournit un merveilleux sujet » c’est par ces mots que Jean Marais payait sa dette de reconnaissance à Louise de Vilmorin. En effet, Marais devait son premier succès au cinéma, Le Lit à colonnes, film de Roland Tual (1942), à l’auteur du roman du même nom, une amie de Jean Cocteau, lequel eut l’idée de cette adaptation. Jean Marais, qui avait adoré le roman de Vilmorin, refusa la première mouture du scénario de Julietta, car il ne retrouvait pas le charme et la drôlerie du texte original[1]. Ce fut Françoise Giroud qui modifia le scénario que Marc Allégret tourna. C’est une fois de plus un simple objet (ici un porte-cigarette) qui déclenche l’intrigue du roman et du film. Les objets ont beaucoup d'importance chez la romancière, comme des boucles d'oreilles dans Madame de... réalisé par Max Ophuls et adapté par Marcel Achard. L'intrigue de Louise de Vilmorin a été respectée dans le film d'Allégret, où a été rajouté le personnage de la sœur de Julietta, le premier rôle à l'écran de Nicole Berger et plus d'importance a été accordé au rôle du jardinier-intendant incarné par Georges Chamarat.

- En vain, on ne trouvait pas de « Julietta ». Sur la couverture de Paris Match il y avait une jeune débutante qui pouvait correspondre au personnage. Un soir au Lido, Marais aperçoit la jeune fille et s'adressant innocemment à Roger Vadim, l'assistant du réalisateur, il lui dit voilà notre « Julietta ». C'était Brigitte Bardot, la femme de Vadim, mais il était trop tard pour elle car Allégret avait trouvé une autre actrice[2].

- Dany Robin, qui venait de tourner en cette année 1953 avec Jean Marais dans le film de Roger Richebé, Les Amants de minuit, obtint par hasard le rôle principal de Julietta, grâce à Louis Jouvet. Dany Robin avait joué avec lui dans Les Amoureux sont seuls au monde en 1947, film d’Henri Decoin, puis une dernière fois en 1951 dans Une Histoire d’amour (film, 1951), l’ultime film pour Jouvet. Avant de décéder, Jouvet avait lu le scénario de Julietta et avait signalé à Dany Robin que le personnage de Julietta Valendor était fait pour elle. Marc Allégret, à qui il en avait aussi parlé, engagea Dany Robin sans lui demander aucune audition[3].

- Après avoir tourné ensemble, en 1952, dans Dortoir des grandes, film d'Henri Decoin, Jean Marais et Jeanne Moreau se retrouvèrent à nouveau dans Julietta. Le rôle de Rosie Facibey, la fiancée mondaine de Jean Marais dans ce film, était une nouvelle chance pour Jeanne Moreau d’être remarquée à l’écran. En effet, elle était surtout une comédienne de théâtre. Elle venait de quitter, en 1951 la Comédie-Française, où pendant quatre ans, elle avait joué dans plus de vingt pièces, pour intégrer la troupe du T.N.P. de Jean Vilar et jouer auprès de Gérard Philipe dans Le Prince de Hombourg et Nucléa. Puis en 1954, elle retrouva Marais dans la pièce de Cocteau La Machine infernale et en 1955 dans Pygmalion, dans une mise en scène de Jean Marais.